# コマンド (競走馬)
コマンド（Commando、1898年 - 1905年）とは、1900年代初頭に活躍したアメリカ合衆国の競走馬・種牡馬である。ベルモントステークスなどに勝ち、わずかな産駒ながらアメリカチャンピオンサイアーにもなった。

## 経歴
コマンドは9戦7勝の優れたスピード馬で、父ドミノが残した数少ない産駒の1頭である。2歳時はすべて6ハロン戦（約1207メートル）を6戦して5勝、敗れたメイトロンステークスは騎手の飲酒運転によるものであった。3歳時はベルモントステークス、カーターステークスに勝ったものの、ローレンスリアライゼーションステークスの競走中に発生した故障によって2着に敗れ、そのまま引退に追い込まれた。
引退後はカースルトン牧場で種牡馬となったが、怪我をした足から破傷風を患い父と同じく夭逝した。まだ7歳という若さであり、残した産駒は4世代のわずか27頭しかいなかった。しかしこの中からコリン、ピーターパン、ケルトらが活躍し、1907年にはアメリカチャンピオンサイアーにまでなった。産駒27頭中出走馬は19頭、そのうち勝ち馬は16頭、ステークスウィナーは10頭。驚異的な質の高さだった。未出走のアルティマスも種牡馬として成功した。
父系は一時ピーターパン、アルティマスを通じ繁栄したが、それらはのちに勢力を失う。種牡馬としてはそれほど成功できなかった最強産駒コリンの父系が現在に残っている。
1956年、息子コリン、ピーターパンとともにアメリカ競馬殿堂馬に選出。コマンドは現在キャッスルトン牧場に眠っている。

## 産駒
- コリン (Colin) - ベルモントステークス、フュチュリティステークス、シャンペンステークスなど15戦不敗
- ピーターパン I (Peter Pan I) - ベルモントステークス、ホープフルステークスなど17戦10勝
- ケルト (Celt) - ブルックリンハンデキャップなど4戦3勝、唯一の敗戦はコリンに対してのもの
- Kuroki、Superman、Mentha、Zambesi、Restigouche、Peter Quince、Transvaal - そのほかのステークスウィナー
- Oyama、Oasis、Sahara、Punky、Slippery、Commida - そのほかの勝ち馬
- アルティマス (Ultimus) - 米チャンピオンサイアーになったハイタイムの父。アルティマス、ハイタイムは2代続けての超近親交配馬で、共に非常に強いドミノのインブリードを持つ（それぞれDomino2×2、Domino3.3×2、近交係数25%、血量にして50%）。
- ほかに未勝利馬が3頭、不出走馬が7頭いる。

## 血統表
| コマンドの血統ヒムヤー系・12号族(12-b) / 4代内アウトブリード | コマンドの血統ヒムヤー系・12号族(12-b) / 4代内アウトブリード | コマンドの血統ヒムヤー系・12号族(12-b) / 4代内アウトブリード | （血統表の出典）   | （血統表の出典） |
| 父 Domino 1891 黒鹿毛                                        | 父の父Himyar 1875 鹿毛                                       | Alarm                                                        | Eclipse II         | Eclipse II       |
| 父 Domino 1891 黒鹿毛                                        | 父の父Himyar 1875 鹿毛                                       | Alarm                                                        | Maud               |                  |
| 父 Domino 1891 黒鹿毛                                        | 父の父Himyar 1875 鹿毛                                       | Hira                                                         | Lexington          | Lexington        |
| 父 Domino 1891 黒鹿毛                                        | 父の父Himyar 1875 鹿毛                                       | Hira                                                         | Hegira             |                  |
| 父 Domino 1891 黒鹿毛                                        | 父の母Mannie Gray 1874 青毛                                  | Enquirer                                                     | Leamington         | Leamington       |
| 父 Domino 1891 黒鹿毛                                        | 父の母Mannie Gray 1874 青毛                                  | Enquirer                                                     | Lida               |                  |
| 父 Domino 1891 黒鹿毛                                        | 父の母Mannie Gray 1874 青毛                                  | Lizzie G.                                                    | War Dance          | War Dance        |
| 父 Domino 1891 黒鹿毛                                        | 父の母Mannie Gray 1874 青毛                                  | Lizzie G.                                                    | Lecompte Mare      |                  |
| 母 Emma C. 1892 黒鹿毛                                       | 母の父Darebin 1878 黒鹿毛                                    | The Peer                                                     | Melbourne          | Melbourne        |
| 母 Emma C. 1892 黒鹿毛                                       | 母の父Darebin 1878 黒鹿毛                                    | The Peer                                                     | Cinizelli          |                  |
| 母 Emma C. 1892 黒鹿毛                                       | 母の父Darebin 1878 黒鹿毛                                    | Lurline                                                      | Traducer           | Traducer         |
| 母 Emma C. 1892 黒鹿毛                                       | 母の父Darebin 1878 黒鹿毛                                    | Lurline                                                      | Mermaid            |                  |
| 母 Emma C. 1892 黒鹿毛                                       | 母の母Guenn 1883 黒鹿毛                                      | Flood                                                        | Norfolk            | Norfolk          |
| 母 Emma C. 1892 黒鹿毛                                       | 母の母Guenn 1883 黒鹿毛                                      | Flood                                                        | Hennie Farrow      |                  |
| 母 Emma C. 1892 黒鹿毛                                       | 母の母Guenn 1883 黒鹿毛                                      | Glendew                                                      | Glengarry          | Glengarry        |
| 母 Emma C. 1892 黒鹿毛                                       | 母の母Guenn 1883 黒鹿毛                                      | Glendew                                                      | Glenrose F-No.12-b |                  |